# 艾丽斯·米尔斯
艾丽斯·玛丽·米尔斯（英語：Alice Mary Mills，1986年5月23日—），生于澳大利亚布里斯本，澳大利亚游泳运动员。曾参加2004年雅典奥运和2008年北京奥运，其中在2004年雅典奥运收获两枚金牌，2008年北京奥运收获一枚铜牌。